# Magnificat

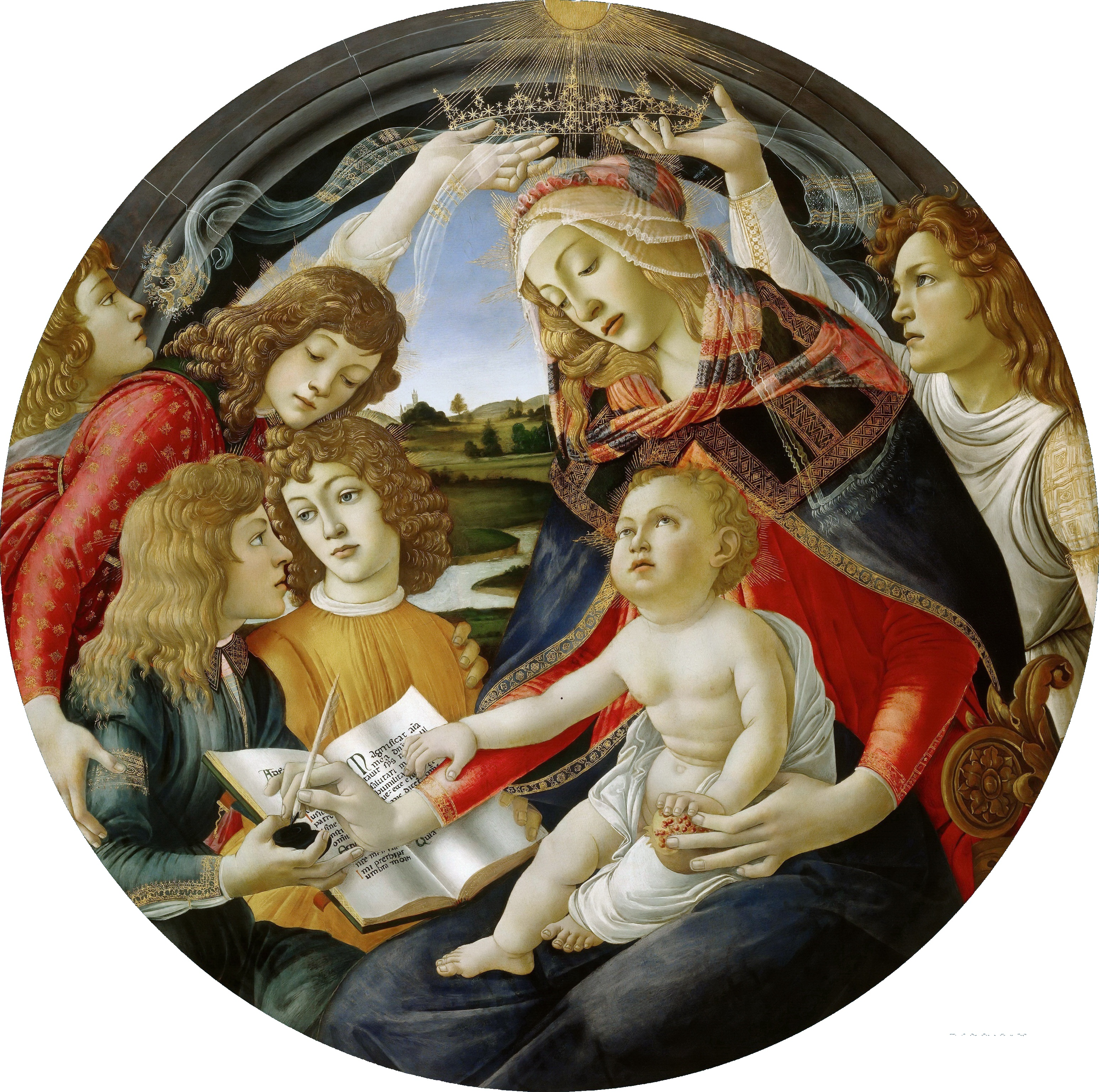
Sandro Botticelli, Madonna del Magnificat, 1485

Il Magnificat è un cantico contenuto nel primo capitolo del Vangelo secondo Luca con il quale Maria loda e ringrazia Dio perché si è benignamente degnato di liberare il suo popolo. Per questo è conosciuto anche come cantico di Maria.

## Etimologia
Il suo nome deriva dall'incipit latino Magnificat anima mea Dominum.

## Il testo
Magnificat è la prima parola del cantico di ringraziamento e di gioia che Maria pronuncia rispondendo al saluto della cugina Elisabetta, al momento del loro incontro.
Dopo l'Annunciazione, Maria si recò da Nazaret in visita alla cugina che si trovava in "una città di Giuda", che la tradizione identifica nel villaggio di Ain Karem, a 6 km a ovest di Gerusalemme. Il fatto è riportato dal Vangelo secondo Luca (1,39-55).
Il cantico individua in tre fasi diverse la storia della salvezza interpretata alla luce dei nuovi avvenimenti che si stanno realizzando:
1. nella prima parte (vv. 48-50) viene esaltata la bontà dell'Onnipotente e la disponibilità di chi accetta di condividere il suo disegno;
2. nella seconda parte (vv. 51-53) si annuncia un capovolgimento di prospettiva: la fedeltà del Salvatore, che ha già dato storicamente prova della sua bontà, non è una fumosa speranza utopica;
3. nella terza parte (vv. 54-55) si prende coscienza che le promesse fatte a Israele stanno trovando il loro compimento: Gesù è la pienezza e il compimento della salvezza promessa.

Nelle parole di Maria riecheggiano tanti temi già presenti nell'Antico Testamento, in modo particolare nei Salmi e nel cantico di Anna (1Sam 2,1-10), temi di lode e di gratitudine verso il Dio che libera, ma nella bocca di Maria di Nazaret assumono una connotazione nuova di fronte alla grandezza dell'evento che, nella tradizione cristiana, si sta per compiere ed a cui lei è stata chiamata: non ci sono più tracce veterotestamentarie di vendetta, non ci sono nemici da distruggere, ma un mondo rinnovato dove anche ai ricchi liberati dalle loro vuote ricchezze è ridata la dignità dei poveri: “Rovesciando i potenti, Dio li libera dalle loro vane illusioni e li promuove alla dignità dei poveri”. Va oltre a una lode a Dio e fede nella sua opera, ma indica nella via dell'umiltà quella gradita a Dio e che porta a Lui. Dio stesso, che nasce in una stalla, è umile.
Per quanto riguarda l'attribuzione di queste parole a Maria, diversi studiosi hanno studiato le modalità con le quali il testo è stato trasmesso a Luca (che scrive: “Allora disse”, senza esplicitare se si tratti di Maria o di Elisabetta) e si sono interrogati su come Maria abbia potuto pronunciare un testo così denso, data la giovanissima età e la limitata esperienza del mondo. Per i legami con l'Antico Testamento si è quindi avanzata, ad esempio, l'ipotesi che il magnificat, come gli altri due cantici presenti nel Vangelo, fosse già materiale liturgico utilizzato in ambiente giudeo-cristiano e che Luca ha impiegato come fonte, adattandola e inserendola nella vicenda che stava narrando. Secondo alcuni studiosi Luca ha trovato questo cantico nell'ambiente dei "poveri" dove forse veniva attribuito alla figlia di Sion: egli avrebbe ritenuto conveniente porlo sulle labbra di Maria, inserendolo nel suo racconto in prosa. C'è anche chi ne spiega la complessità considerando che sia linguaggio profetico e come tale frutto di ispirazione, non dimenticando che Dio Figlio (la Sapienza di Dio) già abitava nel suo grembo e viveva in lei con la sua Sapienza infinita.
Il cantico (Lc1,46-55) è scritto nell'originale in greco, così come tutto il Vangelo di Luca.
Μεγαλύνει ἡ ψυχή μου τὸν Κύριον
καὶ ἠγαλλίασεν τὸ πνεῦμά μου ἐπὶ τῷ Θεῷ τῷ σωτῆρί μου,
ὅτι ἐπέβλεψεν ἐπὶ τὴν ταπείνωσιν τῆς δούλης αυτοῦ.
ἰδού γὰρ ἀπὸ τοῦ νῦν μακαριοῦσίν με πᾶσαι αἱ γενεαί,
ὅτι ἐποίησέν μοι μεγάλα ὁ δυνατός,
καὶ ἅγιον τὸ ὄνομα αὐτοῦ,
καὶ τὸ ἔλεος αὐτοῦ εἰς γενεὰς καὶ γενεὰς
τοῖς φοβουμένοῖς αυτόν.
Ἐποίησεν κράτος ἐν βραχίονι αὐτοῦ,
διεσκόρπισεν ὑπερηφάνους διανοίᾳ καρδίας αὐτῶν·
καθεῖλεν δυνάστας ἀπὸ θρόνων
καὶ ὕψωσεν ταπεινούς,
πεινῶντας ἐνέπλησεν ἀγαθῶν
καὶ πλουτοῦντας ἐξαπέστειλεν κενούς.
ἀντελάβετο Ἰσραὴλ παιδὸς αὐτοῦ,
μνησθῆναι ἐλέους,
καθὼς ἐλάλησεν πρὸς τοὺς πατέρας ἡμῶν
τῷ Αβραὰμ καὶ τῷ σπέρματι αὐτοῦ εἰς τὸν αἰῶνα.

## Traduzioni

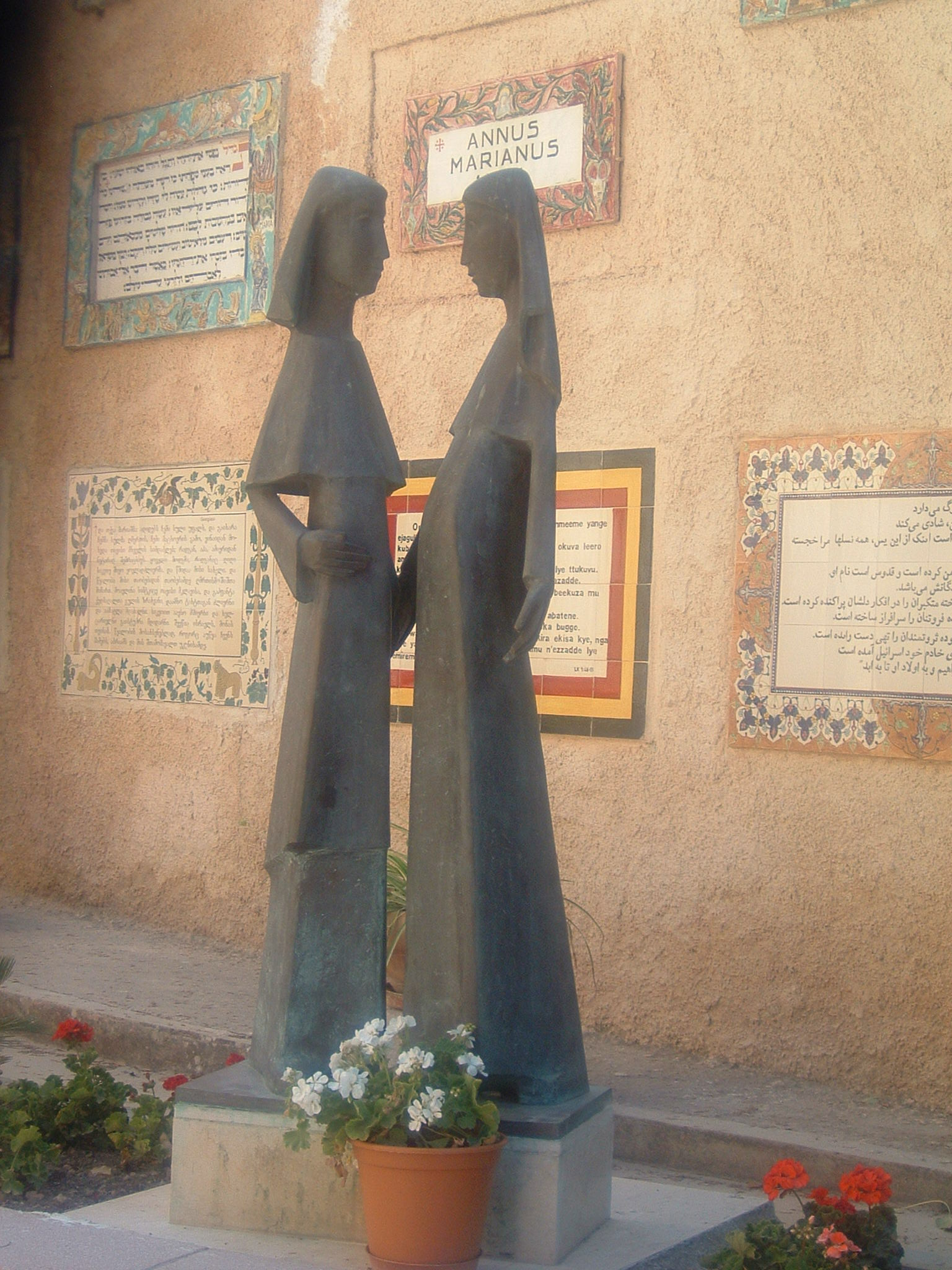
L'incontro tra Maria ed Elisabetta. Gerusalemme, Ain Karem, chiesa della Visitazione

### Latino
Fin dai primi anni dell'era cristiana, con la diffusione del Cristianesimo, i testi sacri sono stati tradotti in latino.
Viene proposto di seguito il testo del cantico nella traduzione della Vulgata nella sua versione liturgica.

Il Magnificat prende il nome dalla prima parola di questa versione. Ha avuto nei secoli una larghissima diffusione, entrando fin dalle origini nell'ordinario dell'ufficio vespertino.
Magnificat *

anima mea Dominum,
et exultavit spiritus meus *

in Deo salutari meo
quia respexit humilitatem ancillae suae, *

ecce enim ex hoc beatam me dicent omnes generationes
quia fecit mihi magna, qui potens est: *

et Sanctum nomen eius
et misericordia eius a progenie in progenies *

timentibus eum.
Fecit potentiam in brachio suo, *

dispersit superbos mente cordis sui,
deposuit potentes de sede, *

et exaltavit humiles;
esurientes implevit bonis, *

et divites dimisit inanes.
Suscepit Israel, puerum suum, *

recordatus misericordiae suae,
sicut locutus est ad patres nostros, *

Abraham et semini eius in saecula.
Gloria Patri et Filio *

et Spiritui Sancto
sicut erat in principio et nunc et semper *

et in saecula saeculorum. Amen.

### Italiano
|  | Per approfondire, leggi il testo di Magnificat. |

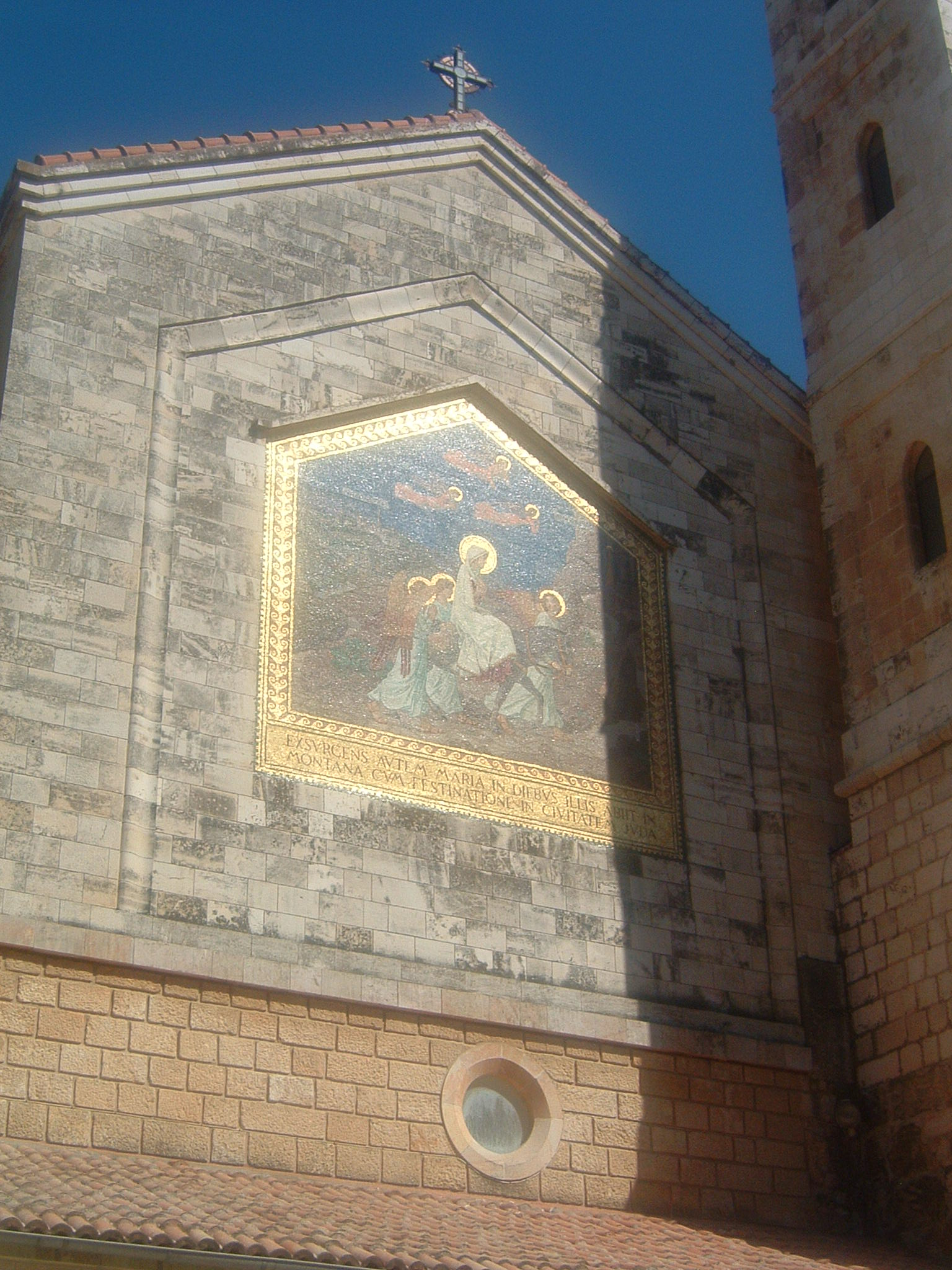
Facciata della chiesa della Visitazione, Ain Karem

Anche in italiano, la Bibbia è stata oggetto di numerose traduzioni.

Viene proposta di seguito la traduzione ufficiale della CEI nella sua versione liturgica: è quella utilizzata normalmente dai fedeli nella celebrazione dei vespri.
L'anima mia magnifica il Signore *

e il mio spirito esulta in Dio, mio salvatore,
perché ha guardato l'umiltà della sua serva. *

D'ora in poi tutte le generazioni mi chiameranno beata.
Grandi cose ha fatto in me l'Onnipotente *

e Santo è il suo nome:
di generazione in generazione la sua misericordia *

si stende su quelli che lo temono.
Ha spiegato la potenza del suo braccio, *

ha disperso i superbi nei pensieri del loro cuore;
ha rovesciato i potenti dai troni, *

ha innalzato gli umili;
ha ricolmato di beni gli affamati, *

ha rimandato i ricchi a mani vuote.
Ha soccorso Israele, suo servo, *

ricordandosi della sua misericordia,
come aveva promesso ai nostri padri, *

ad Abramo e alla sua discendenza, per sempre.
Gloria al Padre e al Figlio *

e allo Spirito Santo.
Come era nel principio, e ora e sempre

nei secoli dei secoli. Amen.
Maria usa i verbi al passato e profetizza come se tutto fosse già accaduto. Invece è il suo modo di affermare che si farà, con assoluta certezza, una terra e un cielo nuovi, che il futuro di Dio è certo quanto il passato, che questo mondo porta un altro mondo nel grembo. 
Si propone inoltre un'ulteriore traduzione recente a cura della comunità monastica di Bose. In questa versione si noterà l'uso del tempo presente al posto del passato. È un dibattito recente: infatti Maria canta non una promessa, ma un dato di fatto, i verbi all'aoristo dicono che il rovesciamento è già cosa certa, realizzata. L'azione salvifica di Dio non si è conclusa, anzi, si sta realizzando con la nascita del suo Figlio offrendo ai poveri nuovi motivi di speranza.
L'anima mia magnifica il Signore

il mio spirito esulta in Dio mio salvatore.
Poiché ha guardato l'umiltà della sua serva

tutte le generazioni ormai mi chiameranno «Beata».
Il Potente ha fatto in me cose grandi

sì, il suo nome è santo.
Il suo amore di generazione in generazione

ricopre coloro che lo temono.
Interviene con la forza del suo braccio

disperde i superbi nei pensieri del loro cuore.
Abbatte i potenti dai troni

innalza gli umili.
Ricolma di beni gli affamati

rimanda i ricchi a mani vuote.
Sostiene Israele suo servo

ricordandosi del suo amore.
Come aveva promesso ai nostri padri

ad Abramo e alla sua discendenza per sempre.

## Liturgia
Fin dalle origini, le comunità cristiane hanno fatto proprie la parole di Maria: il Magnificat è diventato anche il cantico della Chiesa.
Come altri cantici del Vangelo di Luca, il Benedictus che viene cantato nelle lodi mattutine e il Nunc dimittis che viene recitato a compieta, anche questo cantico è stato inserito nel tessuto della tradizione liturgica della Chiesa cattolica fin dall'alto Medioevo.
Il Magnificat fa parte anche oggi della Liturgia delle ore, come cantico dei vespri (nelle opere e licenze artistiche del Monteverdi), mentre è pronunciato durante alcuni tempi della liturgia delle ore della Chiesa Ortodossa (v. più avanti).
Anche la Chiesa ortodossa utilizza il Magnificat nella celebrazione quotidiana del mattutino, tra l'ottava e la nona ode del canone. Si intercala, però, il seguente inno: 
Più venerabile dei Cherubini ed incomparabilmente più gloriosa dei Serafini,
pur rimanendo Vergine hai generato Dio, la Parola:
vera Theotòkos (Madre di Dio), ti magnifichiamo."
Il Magnificat è contenuto anche nel Libro della preghiera comune della Comunione Anglicana e viene cantato nel servizio serale degli Evensong.
Il Magnificat è parte dei cinque salmi mariani. I cinque salmi mariani sono una sequenza di cinque salmi, scelti nel relativo libro biblico, in cui le lettere iniziali della prima parola di antifona (praticamente un titolo) a ciascun salmo formano il nome di Maria in lingua latina:
- Magnificat,
- a solis ortu (Salmo 112),
- refugium est (Salmo 118),
- in universa terra (Salmo 126),
- annunciaverunt (Salmo 122).

Si dicono nel mese mariano di Maggio..
Propriamente il Magnificat è un cantico, e non un salmo: infatti, è collocato nel Vangelo secondo Luca nel Nuovo Testamento, e non al Libro dei Salmi che appartiene all'Antico. Tuttavia, il Magnificat è letto durante il salmo responsoriale durante la Messa Cattolica in tempo di Avvento e come salmo nella Liturgia delle ore ortodossa (Little Office of the Blessed Virgin Mary), condivide lo stile poetico che riprende testualmente le parole di altri salmi (Salmo 99, Salmo 103, Salmo 126), più in generale il contenuto del Salmo 146, ed un'utile via di comprensione di questo genere liturgico.

## Musica
Il genere salmico già nel Libro dell'Antico Testamento era composto anche nell'ottica del canto e di un possibile accompagnamento polistrumentale. A sua volta, il Magnificat è uno dei componimenti di musica sacra più spesso musicati, a partire dal canto gregoriano per arrivare a Claudio Monteverdi, Francesco Durante, Nicola Fago, Henry Dumont, Marc-Antoine Charpentier, André Campra, Jan Dismas Zelenka, François Giroust, Antonio Vivaldi, Johann Sebastian Bach (si veda la pagina dedicata)', Nicola Porpora e Franz Liszt (intonato da un coro angelico nell'ultimo movimento, dedicato alla cantica dantesca del Paradiso, della sua Dante-Symphonie), solo rimanendo al repertorio più classico.
Il Magnificat è stato ripetutamente musicato anche in epoca contemporanea. Una delle più note composizioni, quella di Marco Frisina, è stata incisa anche da Mina nel suo album Dalla terra del 2000.
Inoltre, i compositori Arvo Pärt, John Rutter e Kim André Arnesen hanno scritto un Magnificat rispettivamente nel 1989, 1990 e 2010.